# Nicholas True
Pour les articles homonymes, voir True.
Nicholas Edward True, baron True, né le 31 juillet 1951, est un homme politique conservateur britannique et membre de la Chambre des lords.

## Biographie
True est né le 31 juillet 1951 d'Edward Thomas True et de Kathleen Louise Mather. Il fait ses études à Nottingham High School et à Peterhouse, Cambridge, où il obtient un BA en 1973 et une maîtrise en 1978.
Il travaille au Département de la recherche conservatrice de 1975 à 1982, en tant qu'adjoint du chef adjoint du Parti conservateur de 1978 à 1982. Il est conseiller spécial de Norman Fowler, secrétaire d'État à la Santé et à la Sécurité sociale de 1982 à 1986. Il devient ensuite directeur de l'Unité des politiques publiques de 1986 à 1990. Il est chef adjoint de l'Unité des politiques du Premier ministre de 1991 à 1995, avant de devenir conseiller spécial au Cabinet du Premier ministre en 1997, jusqu'aux élections générales de cette année-là. Dans ses mémoires, l'ancien premier ministre John Major dit que True est son rédacteur de discours préféré. Il est nommé Commandeur de l'Ordre de l'Empire britannique (CBE) dans les honneurs du Nouvel An 1993.
True est secrétaire privé du chef de l'opposition à la Chambre des lords et directeur du bureau des whips de l'opposition de 1997 à 2010. Le 23 décembre 2010, il est créé un pair à vie en tant que baron True, de East Sheen dans le comté de Surrey.
Il est conseiller conservateur dans le Borough londonien de Richmond upon Thames de 1986 à 1990 et de nouveau de 1998 à 2018. Il est chef du Conseil de 2010 à 2017, après avoir été chef adjoint de 2002 à 2006 et chef de l'opposition de 2006 à 2010.
Il est, depuis 2006, administrateur du Richmond Civic Trust et depuis 1996 administrateur du Sir Harold Hood's Charitable Trust, et de la Fondation Olga Havel de 1990 à 1994.
En février 2020, il est nommé ministre d'État aux relations avec l'Union européenne et à la politique constitutionnelle au Cabinet Office. Le 6 septembre 2022, il est nommé Leader de la Chambre des lords et Lord du sceau privé. Le 13 septembre 2022, il est admis au Conseil privé.
En 1979, il épouse Anne-Marie Elena Kathleen Blanco Hood ; le couple a deux fils et une fille.